# Cornelius Stewart
Cornelius Stewart (ur. 7 października 1989 w Kingstown) – piłkarz z Saint Vincent i Grenadyn występujący na pozycji pomocnika.

## Kariera klubowa
Stewart, pochodzący ze stołecznego miasta Kingstown, uczęszczał do Kingstown Anglican Primary School i Intermediate High School, gdzie po raz pierwszy miał styczność z futbolem. W wieku 12 lat dołączył do grup młodzieżowych drużyny System 3 FC i spędził w nich następne kilka lat. Do seniorskiego zespołu trafił w 2005 roku jako szesnastolatek i niebawem został podstawowym piłkarzem ekipy. Już w pierwszym sezonie, 2005/2006, zdobył ze swoim klubem wicemistrzostwo Saint Vincent i Grenadyn. W 2007 roku przeszedł do Hope International FC, jednak z powodu przerwania rozgrywek ogólnokrajowej ligi występował jedynie w turniejach regionalnych.
W 2009 roku Stewart wyjechał do Kanady, gdzie podpisał umowę z Vancouver Whitecaps Residency, grającym w czwartej lidze amerykańskiej – USL Premier Development League. Drużyna ta pełniła funkcję rezerw grającego dwie klasy wyżej Vancouver Whitecaps, do którego młody zawodnik został włączony na czas trwania sezonu 2010. W USSF Division 2 Professional League zadebiutował 16 maja w zremisowanym 0:0 spotkaniu z Montreal Impact, natomiast premierowego gola zdobył 23 maja w wygranej 2:0 konfrontacji z Rochester Rhinos. Dotarł również ze swoim klubem do finału rozgrywek o mistrzostwo Kanady – Canadian Championship. Po roku powrócił do Residency, gdzie rozegrał sezon 2011, po czym odszedł z drużyny.

## Kariera reprezentacyjna
W 2011 roku Stewart został powołany na turniej kwalifikacyjny do Igrzysk Olimpijskich w Londynie, gdzie rozegrał wszystkie trzy mecze, natomiast jego zespół narodowy odpadł w rundzie przedwstępnej i nie zdołał awansować na olimpiadę.
W seniorskiej reprezentacji Saint Vincent i Grenadyn Stewart zadebiutował 13 stycznia 2008 w przegranym 0:1 meczu towarzyskim z Gujaną. Wystąpił w jednym meczu w ramach eliminacji do Mistrzostw Świata 2010, na które jego drużyna narodowa nie zdołała się zakwalifikować. Pierwszą bramkę w kadrze strzelił 6 października 2010 w wygranej 7:0 konfrontacji z Montserratem podczas Pucharu Karaibów. Wziął także udział w eliminacji do Mistrzostw Świata 2014, dwukrotnie wpisując się na listę strzelców – w pojedynkach z Grenadą (2:1) i Belize (1:1).